# Michel Rolle
Michel Rolle   (Embèrt, 21 d'abril de 1652 - París, 8 de novembre de 1719) va ser un matemàtic francès dels segles XVII-XVIII, conegut per haver enunciat el teorema que porta el seu nom.

## Vida
Fill d'un petit botiguer, va rebre una educació elemental molt limitada. Va treballar d'escrivent per a un notari i diferents advocats a la seva regió natal d'Alvèrnia. Casat i amb fills de ben jove, tenia dificultats econòmiques per mantenir la família, però va estudiar pel seu compte matemàtiques, sobre tot càlcul i anàlisi diofantí.
El 1682 va donar una solució correcte a un problema proposat per Jacques Ozanam i això va atraure sobre ell l'atenció del ministre Colbert qui li va atorgar un premi i una pensió. També va rebre el patronatge del ministre Louvois i va tenir algun càrrec al ministeri de la guerra, que va abandonar en poc temps.
El 1685, ja instal·lat a París, va ingressar a l'Académie des sciences, esdevenint-ne el 1699 el seu Pensionnaire Géométre.
El 1709 va sofrir un atac d'apoplexia del que es va recuperar, però el 1719 un nou atac va resultar fatal.

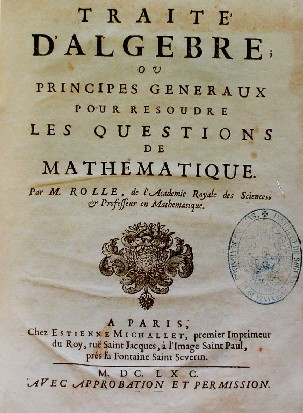
El Traité d'algèbre de Michel Rolle publicat el 1690.

## Obra
La seva obra més popular va ser el Traité d'algèbre (1690), que inclou interessants observacions sobre els sistemes d'equacions afins. El que va fer més popular el llibre va ser l'anomenat mètode de les cascades per a resoldre equacions de grau superior. El mètode es basava en el fet que si un polinomi, {\displaystyle P(x)=0}, admet dues arrels reals, {\displaystyle a} i {\displaystyle b}, aleshores {\displaystyle P'(b)=(b-a)Q(b)}, on {\displaystyle Q(b)} és un altre polinomi. El polinomi {\displaystyle P'(x)} és el que Rolle denominava primera cascada, i les derivades subsegüents eren les segones, terceres, etc. cascades. Tot això era una reelaboració d'un mètode utilitzat anys abans per Johannes Hudde.
El llibre, però, que l'ha fet immortal és un obscur llibre d'àlgebra i geometria, publicat el 1691 amb el títol de Démonstration d'une méthode pour résoudre les égalitez de tous les degrez i que és el que conté el que avui coneixem com teorema de Rolle: Si una funció, {\displaystyle f(x)} és contínua i derivable en l'interval {\displaystyle (a,b)} i {\displaystyle f(a)=f(b)}, aleshores existeix un punt {\displaystyle c} d'aquest interval en que {\displaystyle f(c)=0}. Aquest teorema és fonamental per a la demostració del teorema del valor mitjà de Lagrange i Cauchy.
Rolle va ser un fort opositor al càlcul infinitesimal i entre 1699 i els primers anys del segle xviii va encendre una agra polèmica a l'Acadèmie des Sciences de París sobre les seves bases lògiques i la seva inadeqüació. Els seus interlocutors van ser Pierre Varignon i Joseph Saurin, qui defensaven els punts de vista de Leibniz, Johann Bernoulli i el Marquis de l'Hôpital.